# HMS G9
Pour les articles homonymes, voir G9.
Le HMS G9 est un sous-marin britannique de classe G construit pour la Royal Navy par Vickers. Il est la deuxième unité de sa classe construite par Vickers à Barrow-in-Furness. Sa quille est posée le 8 décembre 1914, il est lancé le 15 juin 1916 et mis en service le 22 août de la même année.

## Conception
La conception de la classe G est basée sur celle de la Classe E mais avec l'amélioration de la double coque. Les sous-marins de classe G ont été conçus par l’Amirauté britannique en réponse à une rumeur selon laquelle les Allemands construisaient des sous-marins à double coque pour servir outre-mer. Les sous-marins avaient une longueur hors-tout de 57 m, un maître-bau de 6,9 m et un tirant d'eau moyen de 4,1 m. Ils déplaçaient 714 tonnes en surface et 850 tonnes en immersion. Les sous-marins de classe G avaient un équipage de 30 officiers et autres grades. Ils avaient une double coque partielle.
Pour la navigation en surface, ces navires étaient propulsés par deux moteurs Diesel à huit cylindres Vickers de 800 ch (597 kW), chacun entraînant un arbre d'hélice. Lorsqu’ils étaient sous l’eau, chaque hélice était entraînée par un moteur électrique de 420 ch (313 kW). Ils pouvaient atteindre 14,25 nœuds (26,39 km/h) en surface et 9 nœuds (17 km/h) sous l’eau. En surface, la classe G avait une autonomie de 2400 milles marins (4 400 km) à 16 nœuds (30 km/h).
Les bateaux devaient être armés d’un tube lance-torpilles de 21 pouces (533 mm) dans l’étrave et de deux tubes lance-torpilles de 18 pouces (457 mm) au maître-bau. Cependant, cette conception a été révisée pendant qu’ils étaient en construction. Le tube de 21 pouces a été déplacé à l’arrière, et deux autres tubes de 18 pouces ont été ajoutés dans l’étrave. Les sous-marins de classe G transportaient deux torpilles de 21 pouces et huit torpilles de 18 pouces. Ils étaient également armés d’un unique canon de pont de 3 pouces (76 mm).

## Engagements
Comme le reste des sous-marins de sa classe, le rôle du G9 était de patrouiller dans la mer du Nord et la baie Allemande, à la recherche de sous-marins allemands.

## Perte
Le HMS G9 a été coulé par le destroyer HMS Pasley (en), par mauvais temps, dans la nuit du 16 septembre 1917.
Commandé par le lieutenant commander Byron Plantagenet Cary, baronnet, le HMS G9 avait appareillé de Scapa Flow le 9 septembre pour patrouiller dans une zone située entre les îles Shetland et la Norvège. Le 15 septembre, il a reçu l’ordre de se rendre vers le nord entre les latitudes 60° 30 N et 61° 30 N pour se tenir à l’écart de la flotte lors d’exercices en route de Rosyth à Scapa Flow.
Pendant ce temps, le HMS Pasley tentait de localiser des navires marchands séparés du convoi qu’il escortait, par un temps épouvantable, depuis la Russie via le fjord d’Aspö à 100 km au nord de Bergen, jusqu’à Lerwick. Le HMS Pasley avait hissé un feu blanc à mi-hauteur de son mât la nuit pour indiquer sa position. À travers la mer démontée et les bourrasques de pluie aveuglantes, Cary aperçut la lumière du HMS Pasley. Prévenu qu’un U-boot se trouvait dans la zone, il a confondu le HMS Pasley avec un navire ennemi, et il a donné l’ordre d’attaquer. Le G9 a tiré deux torpilles. La première a frappé le HMS Pasley sur son quart tribord, mais sous un angle trop aigu pour exploser. La seconde passa derrière le navire. En voyant le sillage du sous-marin, l’officier de quart du HMS Pasley, le midshipman Frank Wallis, de la Royal Naval Reserve, a fait virer le bateau à tribord toute. Réalisant son erreur peu de temps après avoir tiré, Cary ordonna de brancher la lampe à arc pour envoyer un signal au destroyer. Le signal a été reconnu à bord du HMS Pasley. Son capitaine, le commander Charles Ramsey, ordonna « machine arrière toute », mais il était trop tard pour empêcher son navire de percuter le sous-marin. Le HMS Pasley a éperonné le G9 juste en arrière de son milieu. Coupé en deux, le G9 a coulé moins d’une minute plus tard, causant la perte de tout son équipage sauf un homme, le chauffeur William Drake.
Après la collision, l’équipage du G9 a reçu l’ordre de se rassembler sous le kiosque. William Drake vit un homme grimper l’échelle au-dessus de lui, et le suivit. Bien que frappé à l’estomac par l’écoutille inférieure du kiosque, dont on avait probablement ordonné la fermeture dans l’espoir de garder le bateau à flot, Drake a réussi à lutter pour se libérer et atteindre le pont, seulement pour être balayé par une vague alors que le bateau coulait sous lui. Des cinq hommes tombés à l’eau, Drake fut le seul à atteindre le HMS Pasley, qui avait stoppé pour sauver les survivants. Affaibli par l’effort et engourdi par l’eau froide, Drake n’avait plus la force de se hisser à la ligne de sauvetage qui avait été abaissée. Il n’a été sauvé qu’après que le matelot Henry Old a grimpé sur le côté du destroyer pour passer un nœud de laguis autour de lui. Drake a ensuite été transporté à bord et emmené à l’intérieur. Toujours incertain de l’identité de son agresseur, le commandant Ramsey est allé interroger le survivant. Trouvant Drake étendu sur le ventre pour l’aider à débarrasser ses poumons de l’eau de mer, Ramsey lui a donné des coups de pied dans la plante de ses pieds et a exigé de connaître sa nationalité.

## Conséquences
Une commission d'enquête a été tenue à bord du HMS Indomitable à Scapa Flow, quatre jours après le naufrage. La commission a décidé qu’aucun blâme ne pouvait être émis à l’encontre du HMS Pasley, concluant « que le processus de raisonnement qui a conduit le capitaine du sous-marin HMS G9 à confondre le HMS Pasley avec un U-boot est, et doit rester, inexpliqué ».
Les conclusions ont été transmises au commandant en chef de la Grand Fleet, l’amiral David Beatty, qui a fait remarquer que l’incident était « l’un de ceux qui sont inévitables dans la guerre », mais a déploré le retard pris dans l’introduction de systèmes de signalisation améliorés sur les sous-marins, en particulier le remplacement de la lampe à arc lente à mettre en œuvre, peu fiable et encombrante, par la lampe Aldis.
Leurs excellences les Lords commissaires de l’Amirauté ordonnèrent plus tard au commander Ramsey d’informer le midshipman Wallis que, de l’avis de la commission d’enquête, la mesure qu’il avait prise « était la bonne mesure à prendre dans ces circonstances, et que son résultat, quoique regrettable, est la preuve qu’elle a été prise avec une promptitude et une précision louables »
Le capitaine du G9, le lieutenant commander Cary, a reçu à titre posthume l'Ordre du Service distingué en reconnaissance de son « service difficile dans les sous-marins ».

## Épave
Le site « Wrecksite » indique le lieu de repos éternel du HMS G9 à environ 70 miles au nord-ouest de Bergen, à la position 61° 00′ N, 3° 20′ E par 350 m de fond,. Cependant, l’épave n’est pas indiquée sur la carte correspondante de l’Institut hydrographique du Royaume-Uni no 299.

## Épilogue
William Drake est resté dans le service sous-marin jusqu’aux années 1930, et a servi à bord de la frégate HMS Swale en tant que maître chauffeur pendant la Seconde Guerre mondiale. Il meurt en 1974 à l’âge de 80 ans. Le commander Charles Gordon Ramsey a atteint le grade d’amiral. Après avoir pris sa retraite en 1942, il fut anobli et servit comme aide de camp du roi George VI. Il meurt en 1966 à l’âge de 84 ans. Des portraits photographiques de Ramsey par Bassano sont détenus par la National Portrait Gallery de Londres.